# Суперкубок Англії з футболу 1964
Суперкубок Англії з футболу 1964 — 42-й розіграш турніру. Матч відбувся 15 серпня 1964 року між чемпіоном Англії «Ліверпуль» та володарем кубка країни «Вест Гем Юнайтед». Згідно з тогочасним регламентом після нічийного результату титул переможця поділил обидві команди.
| Володарі Суперкубка Англії 1964 |
| ------------------------------- |
|                                 |
| «Ліверпуль» Перший титул        |
|                                 |
| «Вест Гем Юнайтед» Перший титул |

## Учасники
| Клуб               | Участей | Роки (жирним виділено перемоги) |
| ------------------ | ------- | ------------------------------- |
| «Ліверпуль»        | 1       | 1922                            |
| «Вест Гем Юнайтед» | дебют   | дебют                           |

## Матч

### Деталі
| 15 серпня 1964 |

| «Ліверпуль»                | 2–2      | «Вест Гем Юнайтед»        |
| -------------------------- | -------- | ------------------------- |
| Воллес 29' Джеррі Берн 49' | Протокол | Джонні Берн 41' Герст 84' |

| Енфілд, Ліверпуль Глядачів: 38 858 Арбітр: Кен Стоукс |

|  |  |

| В                |  | Томмі Лоуренс   |  |                  |
| З                |  | Джеррі Берн     |  |                  |
| З                |  | Рон Ітс (к)     |  |                  |
| З                |  | Ронні Моран     |  |                  |
| ПЗ               |  | Гордон Майлн    |  |                  |
| ПЗ               |  | Віллі Стівенсон |  |                  |
| ПЗ               |  | Іан Каллаган    |  |                  |
| ПЗ               |  | Гордон Воллес   |  |                  |
| ПЗ               |  | Пітер Томпсон   |  |                  |
| Н                |  | Роджер Гант     |  |                  |
| Н                |  | Альф Арроусміт  |  | Замінений        |
| Заміни:          |  |                 |  |                  |
| Н                |  | Філ Чізналл     |  | Вийшов на заміну |
| Головний тренер: |  |                 |  |                  |
| Білл Шенклі      |  |                 |  |                  |

| В                |  | Джим Стенден   |
| З                |  | Джон Бонд      |
| З                |  | Кен Браун      |
| З                |  | Джек Баркетт   |
| ПЗ               |  | Едді Бовінгтон |
| ПЗ               |  | Боббі Мур (к)  |
| ПЗ               |  | Пітер Бребрук  |
| ПЗ               |  | Ронні Бойс     |
| ПЗ               |  | Джон Сіссонс   |
| Н                |  | Джонні Берн    |
| Н                |  | Джефф Герст    |
| Головний тренер: |  |                |
| Рон Грінвуд      |  |                |